# (236743) Zhejiangdaxue
(236743) Zhejiangdaxue est un astéroïde de la ceinture principale.

## Description
(236743) Zhejiangdaxue est un astéroïde de la ceinture principale. Il fut découvert le 7 mai 2007 à l'Observatoire de Lulin par Shi Jiayou et Ye Quan-Zhi. Il présente une orbite caractérisée par un demi-grand axe de 2,21 UA, une excentricité de 0,16 et une inclinaison de 3,0° par rapport à l'écliptique.

## Compléments